# Villa Guerrero (Jalisco)
Villa Guerrero es una localidad del estado mexicano de Jalisco. Es la cabecera del municipio de Villa Guerrero.

## Demografía
| Gráfica de evolución demográfica |
|                                  |

| Censo | Población |
| ----- | --------- |
| 1900  | 419       |
| 1910  | 706       |
| 1921  | 941       |
| 1930  | 970       |
| 1940  | 1 097     |
| 1950  | 1 060     |
| 1960  | 2 174     |
| 1970  | 2 546     |
| 1980  | 3 261     |
| 1990  | 3 747     |
| 2000  | 3 698     |
| 2010  | 3 869     |
| 2020  | 4 023     |